# Пол Коплі
Пол Маккріелл Коплі (англ. Paul Mackriell Copley; нар. 25 листопада 1944, Денбі-Дейл, Західний Йоркшир, Англія, Велика Британія) — англійський актор театру, кіно та телебачення. Володар премії Лоуренса Олів'є у номінації «Найкращий актор року в новій виставі» (1976).

## Життєпис
Закінчмі Нортумбрійський університет. У 1971 році вступив в театру «Leeds Playhouse».

## Особисте життя
У 1972 році одружився з англійською акторкою Наташею Пайн, з якою познайомився у 1971 році під час роботи у виставі режисера Білла Гейсона «Лідський плейгаус».

## Фільмографія
- 2010-2015 — Абатство Даунтон / Downton Abbey — містер Мейсон
- 2009 — Інспектор Джордж Джентлі / Inspector George Gently — Філіп Морган
- 2005 — Повернення Меріан / Marian, Again — Філіп Волш
- 2003 — Горнблавер: Обов'язок / Hornblower: Duty — боцман Меттьюз
- 2003 — Горнблавер: Лояльність / Hornblower: Loyalty — боцман Меттьюз
- 2001 — Горнблавер: Відплата / Hornblower: Retribution — боцман Меттьюз
- 2001 — Горнблавер: Заколот / Hornblower: Mutiny — боцман Меттьюз
- 1999 — Горнблавер: Жаби та омари / Hornblower: The Frogs and the Lobsters — боцман Меттьюз
- 1999 — Горнблавер: Герцогиня та диявол / Hornblower: The Duchess and the Devil — матрос Меттьюз
- 1998 — Горнблавер: Іспит на лейтенанта / Hornblower: The Examination for Lieutenant — матрос Меттьюз
- 1998 — Горнблавер: Рівні шанси / Hornblower: The Even Chance — матрос Меттьюз
- 1996 — Джуд / Jude — містер Вілліс
- 1995-2018 — Катастрофа / Casualty — Артур Діксон , Мік Маккартур
- 1993 — Наприкінці дня / The Remains of the Day — Гаррі Сміт
- 1979 — Світанок зулусів / Zulu Dawn — капрал Сторі
- 1977 — Міст надто далеко / A Bridge Too Far — Вікс
- 1975 — Альфі Дарлінг / Alfie Darling — Бейкі
- 1973 — Батько, шановний батько / Father Dear Father — Дамбо
- 1972-2007 — Вулиця коронації / Coronation Street — Ейвор Прістлі